# Sydsudan vid världsmästerskapen i friidrott 2022
Sydsudan tävlade vid världsmästerskapen i friidrott 2022 i Eugene i USA mellan den 15 och 24 juli 2022. Sydsudan hade en trupp på en idrottare.

## Resultat

### Herrar
Gång- och löpgrenar
| Idrottare    | Gren        | Försöksheat | Försöksheat | Semifinal        | Semifinal        | Final            | Final            |
| Idrottare    | Gren        | Resultat    | Placering   | Resultat         | Placering        | Resultat         | Placering        |
| ------------ | ----------- | ----------- | ----------- | ---------------- | ---------------- | ---------------- | ---------------- |
| Abraham Guem | 1 500 meter | 3.43,47     | 41          | Gick inte vidare | Gick inte vidare | Gick inte vidare | Gick inte vidare |